# Per Clausen
Per Clausen (født 20. februar 1955 i Kongsvinger, Norge) er en dansk politiker fra Enhedslisten. Han har siden 2013 været valgt til byrådet i Aalborg Kommune, hvor han i 2022 blev rådmand for Klima og Energi. Siden 2024 har han været medlem af Europa-Parlamentet.
Mellem 2005 og 2015 repræsenterede han Enhedslisten i Folketinget.

## Liv
Per Clausen er søn af farveren Frede Aage Clausen og vaskeriejer Grethe Clausen. Han er født i Norge, opvokset flere forskellige steder i Jylland, hvor han endte i Aalborg og tog realeksamen i 1972 fra Poul Paghsgades Skole.
Han har gennem tiden haft mange forskellige beskæftigelser. Blandt andet fabriksarbejder, bilmontør, vaskeriejer, lærer og fagforeningsformand.
Bor privat med Susanne i en lille lejlighed og et kolonihavehus i Aalborg.

## Arbejde i fagbevægelsen
Per Clausen har siden sin ungdom været politisk aktiv i fagbevægelsen og på den danske venstrefløj.
Han startede i 1970'erne som aktiv i SiD-Fabrik Ungdom og har siden varetaget en række tillidshverv i fagbevægelsen. Han blev i 1994 valgt som fagforeningsformand for Dansk Magisterforening.

## Medlem af Folketinget
I 2005 blev han valgt til Folketinget for Enhedslisten i Nordjyllands Amtskreds. Her repræsenterede han partiet frem til 2015, hvor han som konsekvens af Enhedslistens rotationsprincip ikke genopstillede.  I Folketinget var Clausen blandt andet EU-ordfører, miljøordfører, sundhedsordfører og gruppeformand. Han var i 2014-2015 medlem af Folketingets præsidium.
Per Clausen er kendt for at være en flittig folketingspolitiker og har flere gange fået titlen som den mest ihærdige stiller af § 20-spørgsmål i Folketinget. I 2008 kårede LGBT Danmark Per Clausen som året politiker på baggrund af hans arbejde med at sikre homo-, biseksuelles og transpersoners rettigheder og vilkår.

## Byrådsmedlem og rådmand i Aalborg Kommune
Per Clausen er bosat i Aalborg, hvor han siden 2013 har siddet i Aalborg Byråd. Per Clausen var spidskandidat for Enhedslisten ved byrådsvalget i 2013, og han var dengang med til at sikre partiet tre mandater i en by, hvor partiet aldrig tidligere har været repræsenteret i byrådet. Med 4.641 personlige stemmer stod han for 48% af alle stemmer som Enhedslisten fik ved valget i Aalborg.
Han blev genvalgt ved byrådsvalgene i 2017 og 2021. Han har været kommunens rådmand for Klima og Energi fra 2022. Allerede i slutningen af 2021 var Clausen fungerende rådmand, da rådmand Lasse Olsen var sygemeldt.
Clausen har været medlem af bestyrelsen i KL (Kommunernes Landsforening) siden 8. marts 2018. Han var desuden medlem af bestyrelsen fra 1. november 2015 til 31. januar 2016 og fra 10. oktober 2017 til 12. februar 2018.

## Medlem af Europa-Parlamentet
Clausen meddelte i marts 2023, at han stillede op som spidskandidat for Enhedslisten til Europa-Parlamentsvalget i 2024. Ved Europa-Parlamentsvalget i 2024 blev han valgt med 32.670 personlige stemmer.

## Karriere
| - Realeksamen, Poul Paghsgades Skole 1972. - Vaskeriarbejder, Farsø 1972-1973. - Vaskeriejer, Aulum 1973-1974. - Bilarbejder, Gøteborg 1974-1976. - Militærnægter, Kompedal 1976. - Fabriksarbejder, Aalborg 1977-1981. - HF, VUC Aalborg 1980-1981. - Cand.phil. i samfundsfag, Aalborg Universitet 1981-1988. - Bestyrer, 1000Fryd, Aalborg 1988-1989. - VUC-lærer 1990-1994. - Undervisningsassistent, Aalborg Universitet 1990-1994. - Formand, Dansk Magisterforening 1994-2000. - Sekretær, Enhedslisten 2001-2004. - Folketingsmedlem, Enhedslisten 2005-2015. - Formand, Magistrenes A-kasse 2014-2022. - Byrådsmedlem i Aalborg Kommune, Enhedslisten, 2013-nu - Rådmand for Klima og Energi, Aalborg Kommune, Enhedslisten, 2022-nu Enhedslistens kandidat i Århus Østkredsen fra 2007, i Aalborg Østkredsen 2002-2007, i Frederiksborg Amtskreds 2000-2002 og i Nordjyllands Amtskreds 1989-2000. Venstresocialisternes kandidat i Nordjyllands Amtskreds 1977-1988. | - Talsmand i Kompedallejren og medlem af De Civile Værnepligtiges forretningsudvalg 1976. - Kasserer i SiD-Fabrik Ungdom i Aalborg 1976-1981. - Sekretær i Faglig Ungdom i Aalborg 1978-1981. - Sekretær i De Arbejdsløses Fællesklub i Aalborg 1977-1981. - Medlem af Arbejdsudvalget i Venstresocialisterne i Aalborg 1977-1988. - Medlem af Hovedbestyrelsen i Venstresocialisterne 1978-1983 og igen fra 1988 til 1990. - Medlem af styrelsen ved Studenterrådet ved Aalborg Universitet 1982-1987. - Medlem af præsidiet i Danske Studerendes Fællesråd 1985-1987. - Medlem af Dansk Magisterforenings hovedbestyrelse 1989-1994 og 2003-2005. - Medlem af hovedbestyrelsen i Enhedslisten fra 1992 til 1999 og igen fra 2001. - Medlem af Magistrenes Arbejdsløshedskasses bestyrelse fra 2000. |